# Seznam poslanců Moravského zemského sněmu (1884–1890)
Toto je seznam poslanců Moravského zemského sněmu ve volebním období 1884–1890.
| Jméno                                          | Kurie               | Volební obvod                            | Strana                   | Poznámka                                   |
| ---------------------------------------------- | ------------------- | ---------------------------------------- | ------------------------ | ------------------------------------------ |
| Aresin-Faton Josef Maria                       | velkostatkářská     | II. sbor                                 | ústavověrný velkostatkář |                                            |
| Auspitz Rudolf                                 | obch. a živn. komor | brněnská komora                          | ústavověrný              | Zvolen 14. 7. 1884 v doplňovacích volbách. |
| Badenfeld Pavel                                | velkostatkářská     | II. sbor                                 | Strana středu            |                                            |
| Baillou Alfred                                 | velkostatkářská     | II. sbor                                 | ústavověrný velkostatkář |                                            |
| Bauer František Saleský                        | virilista           | brněnský biskup                          |                          |                                            |
| Bauer Moriz                                    | obch. a živn. komor | brněnská komora                          |                          |                                            |
| Beigl Josef                                    | venkovských obcí    | Mikulov, Moravský Krumlov                |                          |                                            |
| Belcredi Egbert                                | velkostatkářská     | I. sbor                                  | konz. velkostatkář       |                                            |
| Belrupt-Tissac Jindřich                        | velkostatkářská     | II. sbor                                 |                          |                                            |
| Berchtold z Uherčic Zikmund                    | velkostatkářská     | II. sbor                                 |                          |                                            |
| Bojakovský z Knurova Ferdinand                 | měst                | Kroměříž                                 |                          |                                            |
| Brix Ludwig                                    | měst                | Uh. Brod, Vizovice, Val. Klobouky        |                          |                                            |
| Bubela Karel                                   | měst                | Holešov, Vsetín, Val. Meziříčí, Zlín, …  | staročech                |                                            |
| Dubský z Třebomyslic Adolf                     | velkostatkářská     | II. sbor                                 |                          |                                            |
| Dubský z Třebomyslic Quido                     | velkostatkářská     | II. sbor                                 |                          |                                            |
| Dvořák Antonín                                 | měst                | Mor. Krumlov, Ivančice, Mor. Budějovice  |                          |                                            |
| Eichhoff Josef von                             | velkostatkářská     | II. sbor                                 | ústavověrný velkostatkář |                                            |
| d'Elvert Christian                             | měst                | Brno (II. okr.)                          |                          |                                            |
| Fanderlík Josef                                | měst                | Nové Město, Žďár nad Sázavou             | staročech                |                                            |
| Frankl Ludwig                                  | velkostatkářská     | II. sbor                                 |                          |                                            |
| Frendl Karl                                    | měst                | Mor. Třebová, Svitavy, Březová           |                          |                                            |
| z Fürstenberka Bedřich                         | virilista           | olomoucký arcibiskup                     | konz. velkostatkář       |                                            |
| Fux Hugo                                       | měst                | Nový Jičín, Štramberk                    |                          |                                            |
| Gomperz Julius                                 | obch. a živn. komor | brněnská komora                          | pokrokář                 |                                            |
| Haase Johann                                   | měst                | Znojmo                                   | pokrokář                 |                                            |
| Helcelet Ctibor                                | venkovských obcí    | Vyškov, Bučovice, Slavkov                | staročech                |                                            |
| Herberstein Jan Ludvík                         | velkostatkářská     | II. sbor                                 |                          |                                            |
| Hopfen Franz von                               | velkostatkářská     | II. sbor                                 | Strana středu            | Zvolen 6. 7. 1886.                         |
| Hrachowetz Josef                               | měst                | Mor. Ostrava, Místek, Brušperk           |                          |                                            |
| Hrůza Jan                                      | venkovských obcí    | Židlochovice, Klobouky                   |                          |                                            |
| Hübner Viktor                                  | venkovských obcí    | Znojmo, Jaroslavice, Vranov n. D.        | pokrokář                 |                                            |
| Chlumecký Johann von                           | velkostatkářská     | II. sbor                                 | ústavověrný velkostatkář |                                            |
| Illek Moritz                                   | měst                | Uničov, Rýmařov                          |                          | Zemřel 10. 11. 1884.                       |
| Januschka Josef                                | měst                | Boskovice, Jevíčko, Konice               |                          |                                            |
| Jenison-Walworth Friedrich                     | velkostatkářská     | II. sbor                                 |                          |                                            |
| Jestřábek Jan                                  | venkovských obcí    | Olomouc                                  |                          |                                            |
| Kallab Valerian                                | venkovských obcí    | Nové Město, Žďár n. S., Bystřice n. P.   |                          |                                            |
| Kallus Rudolf                                  | venkovských obcí    | Mor. Ostrava, Místek, Frenštát           |                          |                                            |
| Kessler Eduard                                 | měst                | Uničov, Rýmařov                          |                          | Zvolen 29. 9. 1885.                        |
| Kindermann Franz                               | venkovských obcí    | Šternberk, Rýmařov                       |                          |                                            |
| Klein v. Wisenberg Hubert                      | velkostatkářská     | II. sbor                                 |                          |                                            |
| Kofránek Julius                                | měst                | Třebíč, Vel. Meziříčí, Stonařov          |                          |                                            |
| Koudela Josef                                  | venkovských obcí    | Brno venkov, Ivančice, Tišnov            |                          |                                            |
| Kozánek Jan                                    | venkovských obcí    | Kroměříž, Přerov, Kojetín, Zdounky       |                          | Zemřel 17. 1. 1890.                        |
| Kübeck z Kübau Maxmilián                       | velkostatkářská     | II. sbor                                 |                          |                                            |
| Kusý Wolfgang                                  | venkovských obcí    | Přerov, Kojetín                          |                          | Zemřel 31. 1. 1886.                        |
| Lebwohl Karl                                   | měst                | Mikulov                                  |                          |                                            |
| Lichtblau Hans                                 | měst                | Dvorce, Libavá, Mor. Beroun, Budišov     |                          |                                            |
| Lützow Carl                                    | velkostatkářská     | I. sbor                                  | Strana středu            | Rezignoval 1886.                           |
| Maneth Franz                                   | venkovských obcí    | Mohelnice, Zábřeh, Uničov                | ústavověrný              | Zemřel 28. 10. 1888.                       |
| Manner Hugo                                    | velkostatkářská     | II. sbor                                 |                          |                                            |
| Merores Ludwig                                 | měst                | Brno (III. okr.)                         |                          |                                            |
| Mezník Antonín                                 | venkovských obcí    | Vel. Meziříčí, Třebíč, Jihlava           |                          |                                            |
| Mikulaschek Karl                               | měst                | Šternberk                                |                          |                                            |
| Moraw Johann Georg                             | venkovských obcí    | Nový Jičín, Fulnek, Příbor               |                          |                                            |
| Morawitz Viktor                                | měst                | Hustopeče, Hodonín, Břeclav              |                          |                                            |
| Nimptsch Josef                                 | velkostatkářská     | II. sbor                                 | Strana středu            |                                            |
| Nosek František                                | venkovských obcí    | Hustopeče, Břeclav                       |                          | Volba 1884 anulována, zvolen 25. 11. 1885. |
| Orátor Jindřich                                | venkovských obcí    | Tišnov                                   |                          |                                            |
| Paterna Václav                                 | měst                | Kyjov, Bučovice, Vyškov, Strážnice       |                          |                                            |
| Pavlica Josef                                  | venkovských obcí    | Uh. Hradiště, Uh. Ostroh, Strážnice      |                          |                                            |
| Peřina František                               | měst                | Příbor, Fulnek, Frenštát                 |                          |                                            |
| Peschke Ernst                                  | venkovských obcí    | moravské enklávy ve Slezsku              |                          |                                            |
| Podivínský Tomáš                               | venkovských obcí    | Prostějov, Plumlov                       |                          |                                            |
| Podstatzký-Thonsern z Prussinowitz Theodor     | velkostatkářská     | II. sbor                                 |                          |                                            |
| Pražák Alois                                   | venkovských obcí    | Boskovice, Blansko, Kunštát              |                          |                                            |
| Primavesi Moritz                               | obch. a živn. komor | olomoucká komora                         |                          |                                            |
| Promber Adolf                                  | měst                | Hranice, Lipník, Potštát                 |                          |                                            |
| Proskowetz Emanuel von                         | obch. a živn. komor | olomoucká komora                         |                          |                                            |
| Purcner Josef                                  | venkovských obcí    | Dačice, Jemnice                          |                          |                                            |
| Raschendorfer Wilhelm                          | venkovských obcí    | Mohelnice, Zábřeh, Uničov                |                          | Zvolen 30. 4. 1889.                        |
| Rozkošný Jan                                   | venkovských obcí    | Kojetín, Přerov                          |                          | Zvolen 2. 7. 1886.                         |
| Salm-Reifferscheidt-Raitz Hugo Karel František | velkostatkářská     | II. sbor                                 | ústavověrný velkostatkář | Zemřel 12. 5. 1890.                        |
| Serényi Alois                                  | velkostatkářská     | I. sbor                                  |                          |                                            |
| Serényi Otto                                   | velkostatkářská     | I. sbor                                  |                          | Zvolen 13. 12. 1886.                       |
| Seydel Carl                                    | velkostatkářská     | II. sbor                                 |                          |                                            |
| Schmidt Anton                                  | obch. a živn. komor | olomoucká komora                         |                          |                                            |
| Schönborn Friedrich                            | měst                | Uh. Hradiště, Uh. Ostroh, Bzenec, Veselí |                          | Rezignoval 1886.                           |
| Skene Alfred II.                               | velkostatkářská     | I. sbor                                  |                          |                                            |
| Skopalík František                             | venkovských obcí    | Holešov, Bystřice p. H., Napajedla       | staročech                |                                            |
| Sobotka Josef                                  | měst                | Dačice, Telč, Slavonice, Jemnice         |                          |                                            |
| Spiegel-Diesenberg Ferdinand August            | velkostatkářská     | I. sbor                                  | konz. velkostatkář       |                                            |
| Srbecký František                              | venkovských obcí    | Val. Meziříčí, Rožnov, Vsetín            |                          |                                            |
| Stahl Ludwig Josef                             | velkostatkářská     | II. sbor                                 |                          |                                            |
| Stancl Josef                                   | měst                | Uh. Hradiště, Uh. Ostroh, Bzenec, Veselí |                          | Zvolen 30. 11. 1886.                       |
| Steinbrecher Bruno                             | měst                | Mohelnice, Loštice, Litovel, Huzová      |                          |                                            |
| Steiner Anton                                  | venkovských obcí    | Mor. Třebová, Svitavy, Jevíčko           |                          |                                            |
| Stillfried Rudolf                              | velkostatkářská     | II. sbor                                 |                          |                                            |
| Sturm Eduard                                   | měst                | Jihlava                                  |                          |                                            |
| Svozil Josef                                   | venkovských obcí    | Litovel, Konice                          |                          |                                            |
| Šimbera Tomáš                                  | venkovských obcí    | Mor. Budějovice, Hrotovice, Náměšť       |                          | zemřel 10. 2. 1885                         |
| Šrom František Alois                           | venkovských obcí    | Uh. Brod, Vizovice, Val. Klobouky, Zlín  |                          |                                            |
| Tersch Emil                                    | velkostatkářská     | II. sbor                                 |                          |                                            |
| Tersch Friedrich                               | měst                | Šumperk, Staré Město, Zábřeh, Šilperk    |                          |                                            |
| Tuček Josef                                    | venkovských obcí    | Jihlava, Telč                            |                          |                                            |
| Veith Josef                                    | venkovských obcí    | Šumperk, Vízenberk, Staré Město, Štíty   | ústavověrný              |                                            |
| Vetter Felix                                   | velkostatkářská     | II. sbor                                 | Strana středu            |                                            |
| Vojáček Karel                                  | měst                | Prostějov, Německý Brodek                |                          | Volba anulována, 2. 7. 1886 znovuzvolen.   |
| Votava Jan                                     | venkovských obcí    | Mor. Budějovice, Hrotovice, Náměšť       |                          | Zvolen 20. 9. 1885.                        |
| Wannieck Friedrich                             | měst                | Brno (I. okr.)                           |                          |                                            |
| Weber František                                | venkovských obcí    | Kyjov, Hodonín, Ždánice                  |                          |                                            |
| Weeber August                                  | měst                | Olomouc                                  |                          |                                            |
| Widmann-Sedlnitzky Victor                      | velkostatkářská     | II. sbor                                 |                          | Zemřel 25. 1. 1886.                        |
| Winterholler Gustav                            | venkovských obcí    | Brno (I. okr.)                           |                          | Zvolen 30. 11. 1886.                       |
| Wurm Ignát                                     | měst                | Přerov, Kojetín, Tovačov, Hulín          |                          |                                            |
| Zapletal Karel                                 | venkovských obcí    | Hranice, Libavá, Lipník, Dvorce          |                          |                                            |
| Zellwecker Wilhelm Johann                      | měst                | Brno (IV. okr.)                          | něm. liberál             |                                            |
| Žáček Jan                                      | měst                | Boskovice, Jevíčko, Konice               | staročech                | Zvolen 31. 10. 1887.                       |
| Žerotín Karel Emanuel                          | velkostatkářská     | II. sbor                                 |                          |                                            |